# أمهات
أمهات (بالإسبانية: Madres. Amor y vida)‏ هو مسلسل إسباني.

## قصة المسلسل
ماريان، امرأة ذات طابع تصالحي لطيف وحياة مثالية، تغيرت حياتها بعد تشخيص إصابة ابنتها الصغيرة، إلسا بفقدان الشهية.